# New York Jets 2007
La stagione 2007 dei New York Jets è stata la 38ª della franchigia nella National Football League, la 48ª complessiva. La squadra scivolò a un record di 4-12 dopo avere terminato l'annata precedente con 10 vittorie, nella seconda stagione sotto la direzione del capo-allenatore Eric Mangini.

## Scelte nel Draft 2007

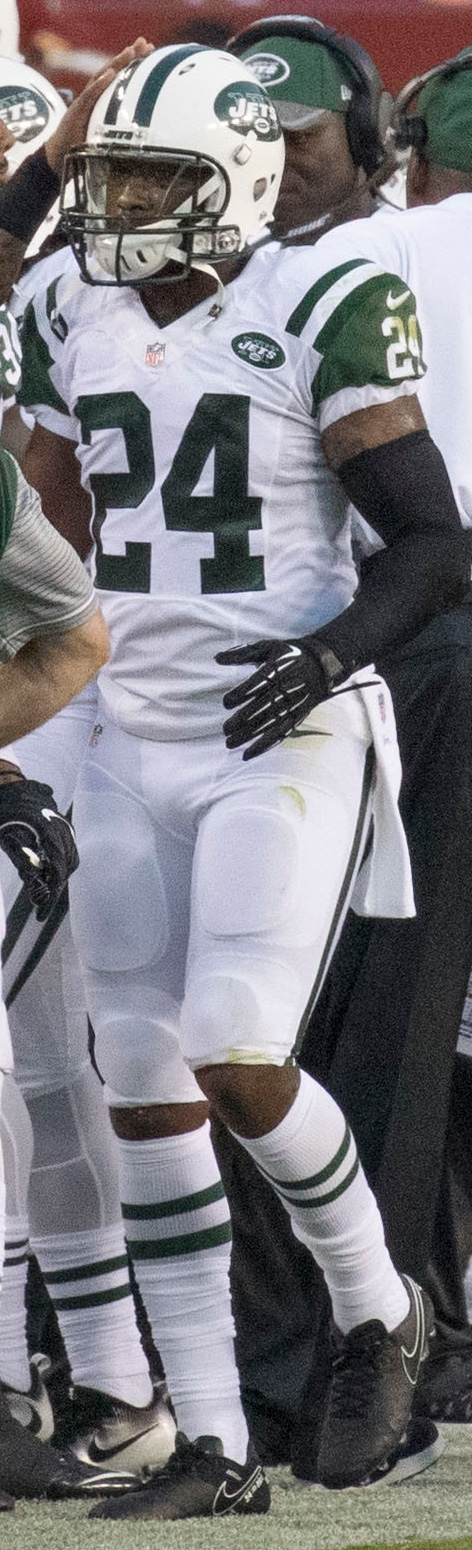
Darrelle Revis fu la scelta del primo giro dei Jets nel draft 2007

| Scelte dei Jets nel Draft 2007 | Scelte dei Jets nel Draft 2007 | Scelte dei Jets nel Draft 2007 | Scelte dei Jets nel Draft 2007 | Scelte dei Jets nel Draft 2007 |
| ------------------------------ | ------------------------------ | ------------------------------ | ------------------------------ | ------------------------------ |
| 1                              | 14                             | Darrelle Revis                 | Cornerback                     | Pittsburgh                     |
| 2                              | 47                             | David Harris                   | Inside linebacker              | Michigan                       |
| 6                              | 177                            | Jacob Bender                   | Offensive tackle               | Nicholls State                 |
| 7                              | 235                            | Chansi Stuckey                 | Wide receiver                  | Clemson                        |

## Calendario
| Stagione regolare | Stagione regolare       | Stagione regolare  | Stagione regolare    | Stagione regolare  | Stagione regolare  |
| Turno             | Avversario              | Risultato          | Stadio               | Ora (ET)           | TV                 |
| ----------------- | ----------------------- | ------------------ | -------------------- | ------------------ | ------------------ |
| 1                 | New England Patriots    | S 14–38            | Giants Stadium       | 1:00 PM            | CBS                |
| 2                 | at Baltimore Ravens     | S 13–20            | M&T Bank Stadium     | 4:15 PM            | CBS                |
| 3                 | Miami Dolphins          | V 31–28            | Giants Stadium       | 1:00 PM            | CBS                |
| 4                 | at Buffalo Bills        | S 14–17            | Ralph Wilson Stadium | 1:00 PM            | CBS                |
| 5                 | at New York Giants      | S 24–35            | Giants Stadium       | 1:00 PM            | CBS                |
| 6                 | Philadelphia Eagles     | S 9–16             | Giants Stadium       | 1:00 PM            | FOX                |
| 7                 | at Cincinnati Bengals   | S 31–38            | Paul Brown Stadium   | 4:05 PM            | CBS                |
| 8                 | Buffalo Bills           | S 3–13             | Giants Stadium       | 4:05 PM            | CBS                |
| 9                 | Washington Redskins     | S 20–23 (DTS)      | Giants Stadium       | 1:00 PM            | FOX                |
| 10                | Settimana di pausa      | Settimana di pausa | Settimana di pausa   | Settimana di pausa | Settimana di pausa |
| 11                | Pittsburgh Steelers     | V 19–16 (DTS)      | Giants Stadium       | 4:05 PM            | CBS                |
| 12                | at Dallas Cowboys       | S 3–34             | Texas Stadium        | 4:15 PM            | CBS                |
| 13                | at Miami Dolphins       | V 40–13            | Dolphin Stadium      | 1:00 PM            | CBS                |
| 14                | Cleveland Browns        | S 18–24            | Giants Stadium       | 4:15 PM            | CBS                |
| 15                | at New England Patriots | S 10–20            | Gillette Stadium     | 1:00 PM            | CBS                |
| 16                | at Tennessee Titans     | S 6–10             | LP Field             | 4:15 PM            | CBS                |
| 17                | Kansas City Chiefs      | V 13–10 (DTS)      | Giants Stadium       | 4:15 PM            | CBS                |

## Classifiche
| AFC East                 | AFC East | AFC East | AFC East | AFC East | AFC East | AFC East | AFC East | AFC East | AFC East |
|                          | V        | S        | P        | PCT      | DIV      | CONF     | PF       | PS       | STR      |
| ------------------------ | -------- | -------- | -------- | -------- | -------- | -------- | -------- | -------- | -------- |
| (1) New England Patriots | 16       | 0        | 0        | 1.000    | 6–0      | 12–0     | 589      | 274      | V16      |
| Buffalo Bills            | 7        | 9        | 0        | .438     | 4–2      | 6–6      | 252      | 354      | S3       |
| New York Jets            | 4        | 12       | 0        | .250     | 2–4      | 4–8      | 268      | 355      | V1       |
| Miami Dolphins           | 1        | 15       | 0        | .063     | 0–6      | 1–11     | 267      | 437      | S2       |